# John Goodricke
John Goodricke (Groningen, 1764. szeptember 17. – York, 1786. április 20.) amatőrcsillagász, aki leginkább az Algol változócsillag 1782-es megfigyeléséről ismert.

## Életpályája
A hollandiai Groningenben született, de életének nagyobb részét Angliában töltötte. Nevét Sir John Goodricke (1617–1670) után kapta. Egy súlyos betegség következtében kisgyermekként megsiketült. Először Edinburghben, Thomas Braidwood Akadémiáján (az első brit siketiskola), majd 1778-tól a Warrington Akadémián tanult.
Tanulmányai végeztével szüleihez költözött  Yorkba. Itt összebarátkozott szomszédjával, Edward Pigott-tal, akinek apja,  Nathaniel Pigott saját obszervatóriumot épített. Edward mesélt a változócsillagokról, és miután sikerült felkelteni az érdeklődést, be is vonta a megfigyelésekbe.
Goodricke-nak tulajdonítják a  β Lyrae és a  δ Cephei változásának felfedezését, ami a Cefeida-típusú változócsillagok prototípusa.
Habár már korábban is ismertek változó fényességű csillagokat, Goodricke volt az első, aki magyarázatot adott a változásokra. Szerinte az Algol csillagnak társa van, ami időről időre eltakarja (kettőscsillag). 1783 májusában bemutatta felfedezéseit a Royal Societynek, ami utána kitüntette a Copley Medállal. 1786. április 16-án a Royal Society tagjai közé választotta. Ezt azonban nem tudta meg, mivel meghalt tüdőgyulladásban, mielőtt megjött a hír. Nőtlen volt.

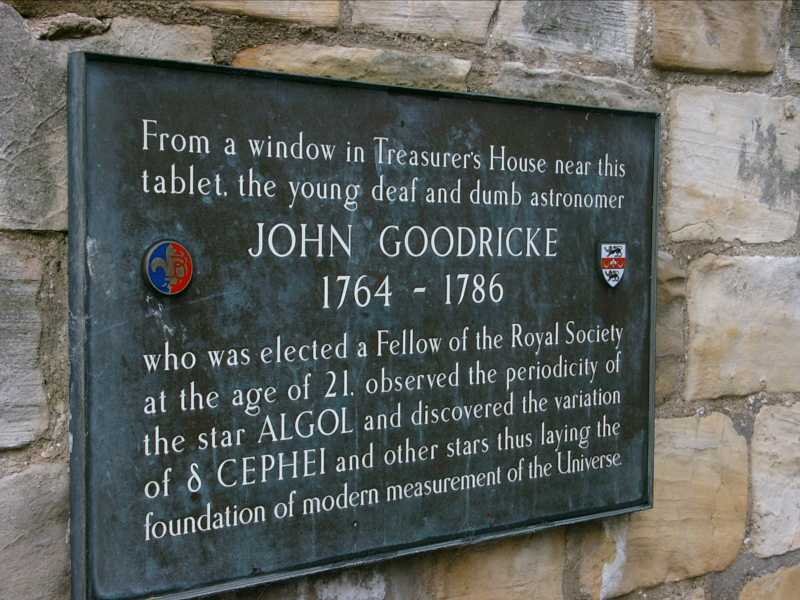
John Goodricke emléktábla Yorkban, Angliában

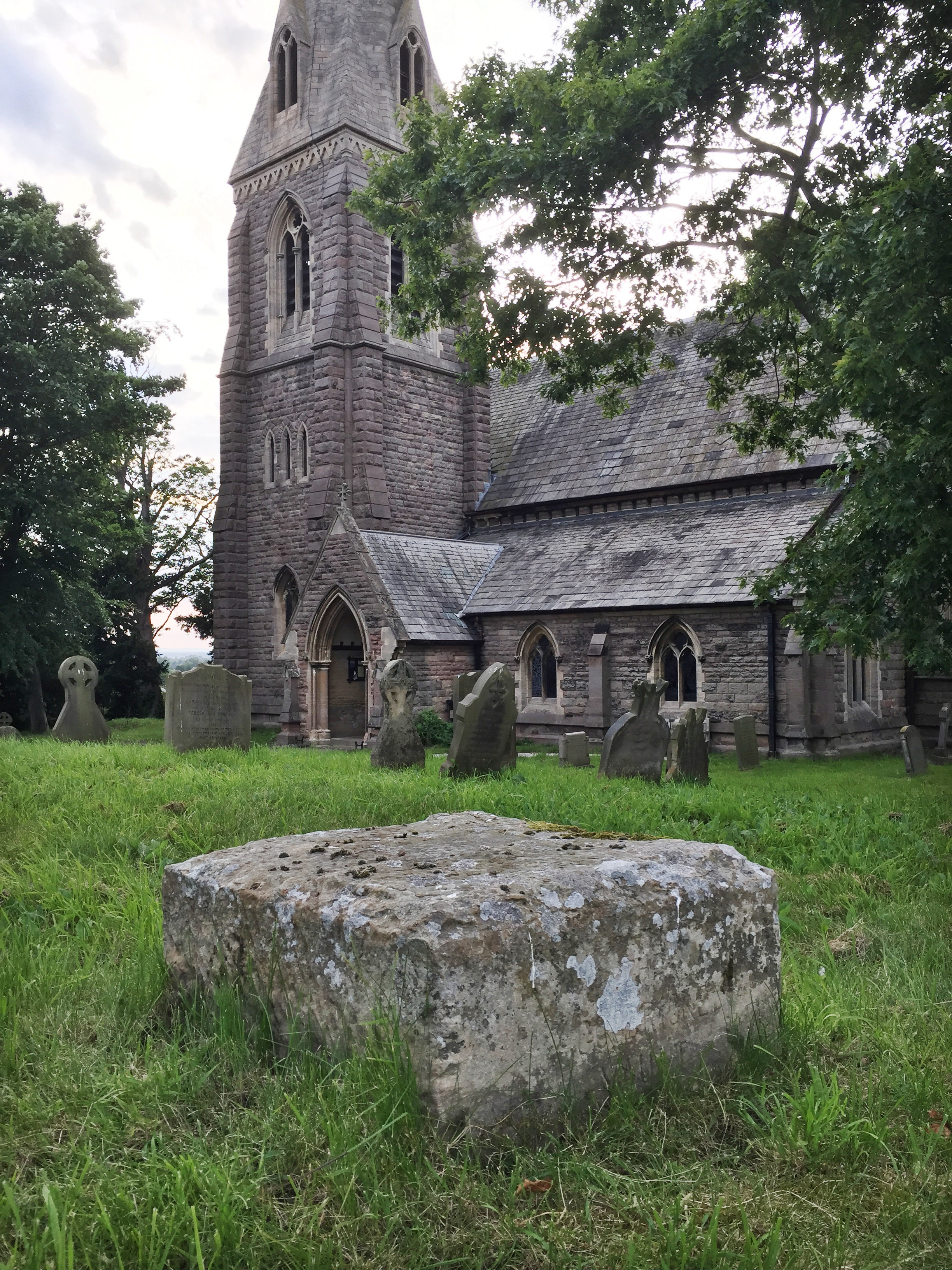
Goodricke családi sírbolt Hunsingore Church-ben

Yorkshire-ben temették el, a Hunsingore Churchben, sok rokona mellé.
Yorkban, obszervatóriumának közelében tábla jelzi a helyet.
2005 októbere és 2006 márciusa között Sean Ellingham és James Valner a Yorki Egyetemről vállalkozott arra, hogy a helyet pontosabban is meghatározzák az általa feljegyzett adatok alapján. Sidney Melmore egy 1949-es tanulmánya szerint az obszervatórium nagyon közel volt York Minsterhez, és a Treasurer's House-ban volt (ma a National Trust tulajdona). A megfigyelések rekonstruálásával a két hallgató arra jutott, hogy a második emelet legkeletibb ablakából nézett déli irányba, Minster felé. Azonban a feljegyzések szerint a család Edward Tophamtól bérelt szobákat, aki viszont az északnyugati szárny tulajdonosa volt.
Róla nevezték el a Yorki Egyetem Goodricke College-ét. A földszinten egy Algol nevű modern szobor helyezkedik el.
A 3116 Goodricke aszteroidát róla nevezték el.
A Goodricke-Pigott Observatórium egy magán obszervatórium Arizonában, Tucsonban, a két barát és csillagász,  John Goodricke és Edward Pigott nevét viseli. 1996. október 26-án nyitották meg, és elsőként a Hale–Bopp üstököst figyelték meg.
2012-ben Örményországban amatőrcsillagászok John Goodricke-ról nevezték el nonprofit szervezetüket.
1984-ben a HOSS Planetarium John Goodricke-ról planetárium showt készített siket fiatalok számára.

## Fordítás
- Ez a szócikk részben vagy egészben  a   John Goodricke című angol Wikipédia-szócikk fordításán alapul.  Az eredeti cikk szerkesztőit annak laptörténete sorolja fel. Ez a jelzés csupán a megfogalmazás eredetét és a szerzői jogokat jelzi, nem szolgál a cikkben szereplő információk forrásmegjelöléseként.